# Otto Erich Deutsch
Pour les articles homonymes, voir Deutsch.
Otto Erich Deutsch, né le 5 septembre 1883 à Vienne et mort le 23 novembre 1967 à Baden, est un musicologue autrichien.

## Biographie
Otto Erich Deutsch étudie l'histoire de l'art et la littérature à l'université de Vienne et à l'université de Graz. De confession juive, il quitte l'Autriche juste avant la Seconde Guerre mondiale pour l'Angleterre. Il acquiert la citoyenneté britannique et vit à Cambridge jusqu'en 1952, date à laquelle il rentre dans son pays.

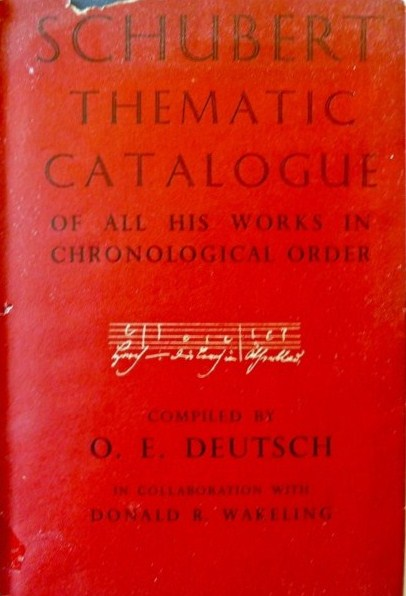
Deutsch-Verzeichnis 1951

Il est surtout connu pour avoir réalisé en 1951 le catalogue des compositions de Franz Schubert, à peu près établi dans l'ordre chronologique, faisant précéder de la lettre D de son nom de famille le numéro des œuvres (pour Deutsch-Verzeichnis).
Il a également écrit de nombreux articles consacrés à Schubert ou à Mozart, et publié des recueils de témoignages et de documents d'époques sur ces derniers et sur Haendel.